# Жерлык (село)
Жерлык — село в Минусинском районе Красноярского края, административный центр Жерлыкского сельсовета.

## География
Расположено в устье рек Боровая и Колмаковка, дающих начало реке Жерлык (бассейн реки Туба).

## История
Село, в прошлом Заимка Худоногова, возникло в 1799 году.

## Население
| 2010 |
| ---- |
| 607  |

## Инфраструктура
Средняя школа № 20, отделение почтовой связи.

## Транспорт
- Железнодорожная станция (в 3 км от села)[4].

## Люди, связанные с селом
- Журавлёв, Андриян Лукич — (1913-1966) — старший сержант Рабоче-крестьянской Красной Армии, участник Великой Отечественной войны, Герой Советского Союза (1943).